# بن رينسترا
بن رينسترا (بالهولندية: Ben Rienstra)‏ (5 يونيو 1990 بألكمار في هولندا - ) هو لاعب كرة قدم هولندي في مركز الوسط. شارك مع منتخب هولندا تحت 19 سنة لكرة القدم ومنتخب هولندا تحت 21 سنة لكرة القدم. أما مع النوادي، فقد لعب مع أياكس أمستردام وإي زد ألكمار وبي إي سي زفوله وهيراكليس ألميلو.

## روابط خارجية
- بن رينسترا على موقع اتحاد تركيا (لاعب) (الإنجليزية)
- بن رينسترا على موقع قاعدة بيانات كرة القدم.إي يو (الإنجليزية)
- بن رينسترا على موقع Soccerway.com (الإنجليزية)
- بن رينسترا على موقع عالم كرة القدم.نت (الإنجليزية)
- بن رينسترا على موقع AS.com (الإسبانية)